# A Low Down Dirty Shame
A Low Down Dirty Shame (Shame, detective privado) es una película estadounidense de 1994 dirigida y protagonizada por Keenen Ivory Wayans. Estrenada el 23 de noviembre de 1994, la cinta contó además con las actuaciones de Charles S. Dutton, Jada Pinkett y Salli Richardson. Fue vapuleada por la crítica, presentando en la actualidad un 0% de aprobación en la página Rotten Tomatoes.

## Sinopsis
El exdetective de la policía de Los Ángeles Andre Shame es un investigador privado, dueño de la compañía A Low Down Dirty Shame Investigations. La dirige con Peaches, a quien arrestó seis años antes y quien está enamorada de él. A pesar de los trabajos de alto riesgo, Shame es incapaz de mantener la empresa a flote, poniendo en riesgo su trabajo.

## Reparto
| Actor               | Personaje        |
| ------------------- | ---------------- |
| Keenen Ivory Wayans | Andre Shame      |
| Jada Pinkett        | Peaches          |
| Andrew Divoff       | Ernesto Mendoza  |
| Charles S. Dutton   | Sonny Rothmiller |
| Salli Richardson    | Angela           |
| Chris Spencer       | Benny            |
| Corwin Hawkins      | Wayman           |
| Don Diamont         | Chad             |
| Gary Cervantes      | Luis             |
| Gregory Sierra      | Nuñez            |
| Andrew Shaifer      | Bernard          |
| Kim Wayans          | Diane            |